# U.S. Army Field Artillery Detachment
Ein U.S. Army Field Artillery Detachment, kurz USAFAD, bezeichnet bei den Streitkräften der Vereinigten Staaten eine Unterabteilung für die Feldartillerie. Sie ist einer U.S. Army Artillery Group, kurz USAAG, unterstellt.
Der größte Anteil der USAFADs wurden in Deutschland und dort als Teil der 59th Ordnance Brigade eingesetzt. Ihre Aufgabe gestand darin die US Army in Europa und die NATO-Kräfte u. a. bei der Munitions-, Ersatzteillogistik und Wartung der Artilleriewaffensysteme, wie Pershing und Lance, zu unterstützen. Je nach Aufgabe variierte die Größe der Einheit. Eine Pershing-Einheit war mit 200 Mann größer als andere Einheiten.
Unter der ehemaligen, in Deutschland stationierten 552nd U.S. Army Artillery Group waren beispielsweise folgende USAFAD vereint:
- 1st USAFAD (Wesel)
- 5st USAFAD (Dünsen)
- 8th USAFAD (Havelte)
- 13th USAFAD (Kellinghusen)
- 23rd USAFAD (´t Harde)
- 25th USAFAD (Barme)
- 32nd USAFAD (Nienburg)
- 81st USAFAD (Dülmen)

Ebenso waren bei den anderen U.S. Army Artillerie Groups, wie die 557th, USAFAD-Einheiten zugeordnet.